# CD123
Le CD123 constitue la chaine alpha du récepteur (biochimie) de l'interleukine 3. Il s'agit d'une protéine de type cluster de différenciation dont le gène est IL3RA sur le chromosome X humain.

## En médecine
Il est exprimé à la surface de plusieurs cellules leucémiques, dont les cellules de la leucémie aiguë myéloblastique, des leucémies à cellules dendritiques plasmacytoïdes, à tricholeucocytes, du lymphome de Hodgkin, constituant ainsi une cible potentielle pour le traitement de ces maladies.